# 後龍溪橋 (山線)
台鐵山線鐵路後龍溪橋是位於台灣苗栗縣後龍溪上的一座鐵路橋樑，連接苗栗縣後龍鎮豐富車站與苗栗市苗栗車站，1990年重建通車。

## 沿革與設計

### 第一代橋
1902年4月5日起臺灣總督府鐵道部開始興建中港（今竹南）至苗栗路段的縱貫鐵路，並在跨越後龍溪之處架設「後龍溪橋」。第一代橋1902年7月開工，1903年5月竣工通車，大倉組承包，全長294公尺，總計11個橋孔，10孔為70英呎鈑梁，中間的1孔為200英呎下承式桁架梁。橋墩採用紅磚及石材砌築，橋墩之基礎多數為沉箱，少部分為松木基樁，興築橋梁所需的建材，由淡水以海運輸送至後龍溪出海口的公司寮（今後龍鎮龍港），再以大約8公里長的輕便鐵路轉運至橋梁施工現場。

#### 改良與搶修

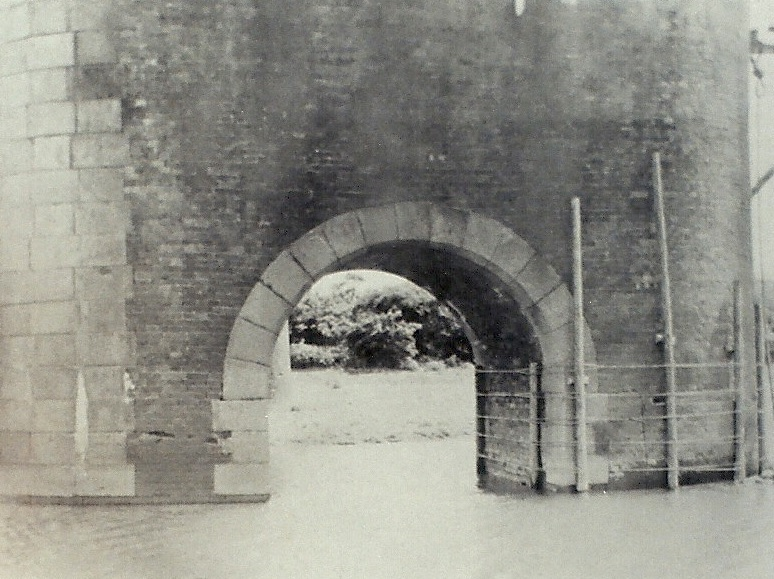
1935年新竹－台中地震後第一代後龍溪橋橋墩緊急補強

本橋1903年竣工時，中間的1孔200英呎下承式鋼桁梁，其實是挪用1898年原本清代鐵路大湖口～紅毛田（今竹北車站）路段已落橋的鳳山溪橋舊梁，補強後架設於後龍溪橋，因強度不足，後續年代以加建鋼筋混凝土橋墩的方式，汰換更新為3孔鋼鈑梁，完工後橋梁長度不變，但橋孔數由11孔增為13孔。
本橋曾遭遇「1935年新竹－台中地震」侵襲而損壞部分橋墩，地震後先緊急補強繼續使用，再依震災復舊計畫改建部分橋墩為鋼筋混凝土結構，自1935年10月1日開工、1936年4月10日完工，由太田組承包工程。
台鐵局戰後多次進行橋台與橋墩加固，維持行車，並且分別於橋梁南、北兩端各延建2個橋孔，延長後合計17個橋孔，橋梁長度增延至385公尺：
- 1955年9月，洪水氾濫，北橋台被沖壞，火車停駛三天後，暫時修復[6]。
- 1956年3月7日、8日、13日每日零時16分起夜間封鎖路線，辦理橋梁復舊工程[7]。
- 1963年9月，受颱風葛樂禮挾帶豪雨影響而中斷行車，於該月15日中午12時搶修完竣[8]。
- 1964年2月20日起三天封鎖路線，進行鋼梁抽換及復原工程[9]。
- 1965年6月1日、2日、9日、11日、13日計五天夜間封鎖路線，進行鋼梁抽換工程[10]。
- 1971年3月10日、11日、12日、14日計四天，間歇性封鎖路線，架設鋼梁[11][12][13]。
- 1971年6月26日、29日、30日每日零時14分起夜間封鎖路線，辦理橋梁延建工程[14]。

### 第二代橋
台鐵局自1980年代起，實施大規模舊橋重建，其中後龍溪橋的改建，納入「鐵路沿線老舊橋梁重建工程」計畫。第二代橋建造於第一代橋上游側，北端與舊橋相距約48公尺、南端與舊橋相距約10公尺，由退除役官兵輔導會榮民工程處承包興建，下部結構為單圓柱懸臂式橋墩（單節或雙節）及直徑5.5公尺圓形沉箱基礎、上部結構則為上承式簡支預力箱型梁，全長455公尺，計23孔橋孔，每孔19.8公尺，橋寬採複線化設計，自1988年5月13日開工，1990年3月27日6時完工切換下行線（東正線）通車並停用第一代橋，橋面鋪設傳統道碴式軌道。該橋啟用時西正線雖有鋪軌但未通車（亦無架空電車線）。後來「山線鐵路竹南至豐原間改線與雙軌工程」之豐富＝苗栗間複線化於1994年10月4日完工通車後，本橋始成為雙向行車之橋梁。

## 其他紀事
由於第一代後龍溪橋與豐富車站距離不遠，因橋梁改建時向上游處改線並提高路線高程，故需一併改建豐富車站站場，將站場向東移設抬高，另建新站房（二層樓加強磚造）及新的站場，新站自1990年3月27日起與新的後龍溪橋一併啟用，並拆除原1918年所建的半木造舊站房。
台鐵於1991年3月15日完成拆除第一代橋，但第一代橋6號橋墩是磚造拱形設計，造型美觀且年代久遠，為文化資產，所以保留，並在橋墩下以菱形消波塊保護，供後人瞻仰前人築橋之巧思。
第二代橋完工後，台鐵於橋南西正線路基旁設置大理石石碑，石碑南面題「後龍溪橋」，北面則題有「後龍鎮山」。

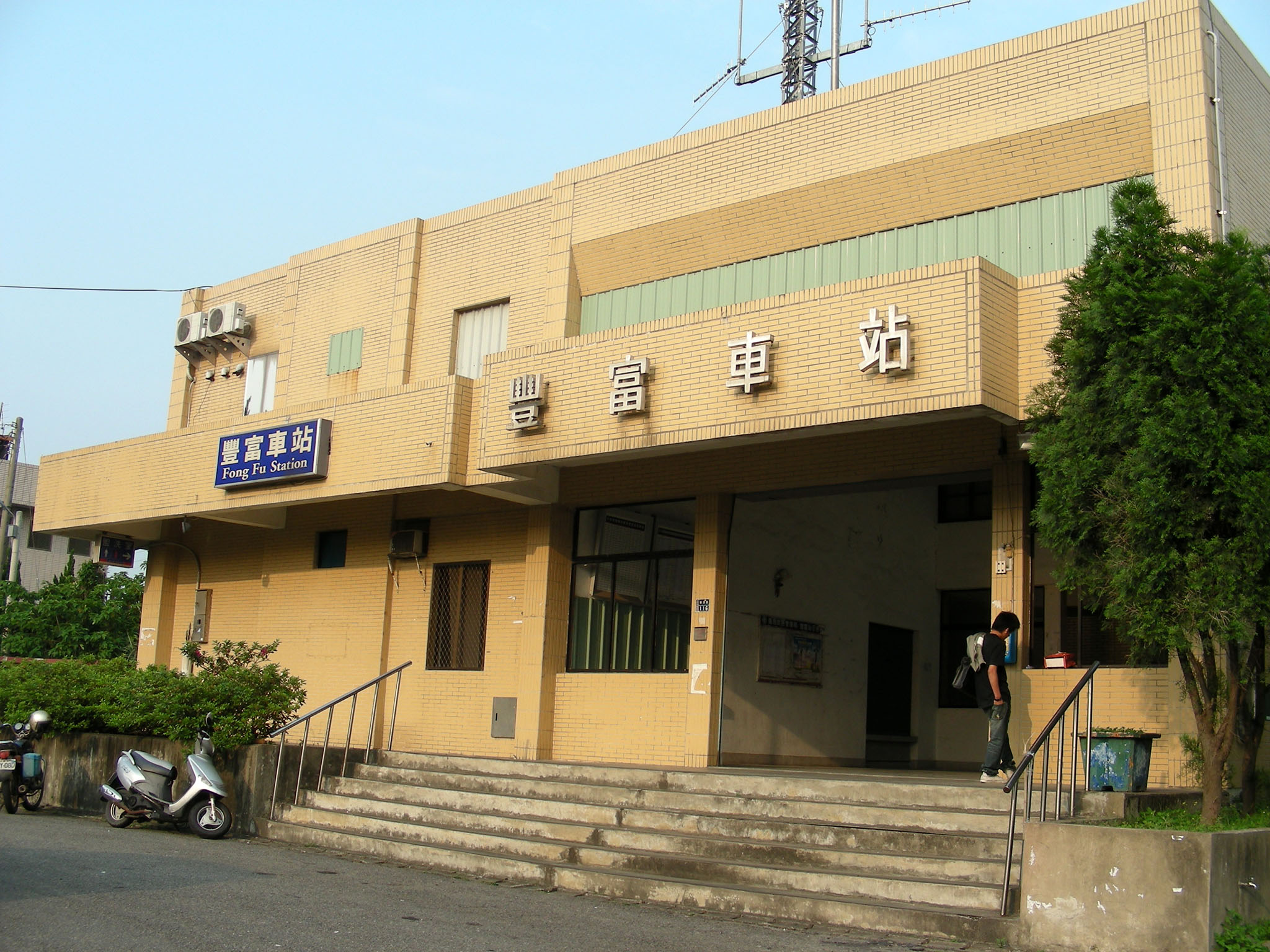
配合山線鐵路後龍溪橋改線重建，於1990年東移新建的豐富車站站房（使用年代：1990～2016）
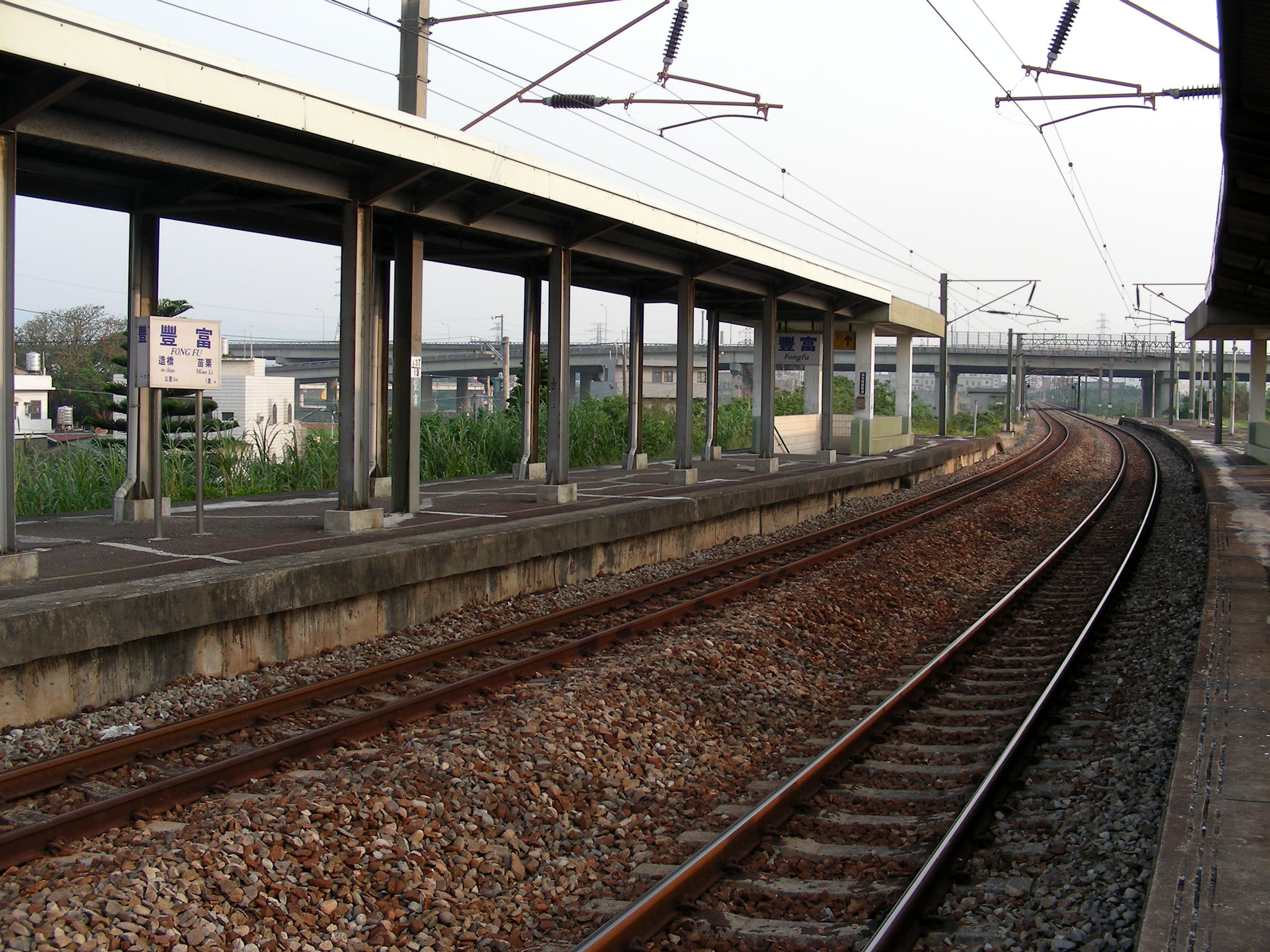
配合山線鐵路後龍溪橋改線重建，於1990年東移新建的豐富車站站場與月台（使用年代：1990～2016）
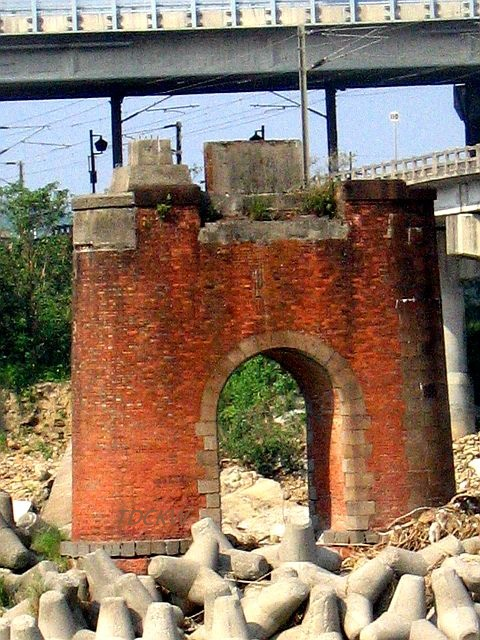
山線鐵路第一代後龍溪橋保留之紅磚舊橋墩